# Darab
Darab est une ville de la province de Fars, au Sud-Ouest de l’Iran, chef-lieu du département éponyme. Elle était anciennement nommée Darabgerdsous la dynastie Achéménides 

## Le département
Le département de Darab est situé à l’extrémité Sud de la chaine montagneuse des Zagros. On y trouve des dômes salins, ayant pu donner lien à l’exploitation de mines de sel, et responsables de zones de reliefs karstiques.  Son climat est, chaud et sec en été et froid en hiver. L’économie locale est essentiellement agricole, rendue possible par de nombreuses rivières alimentées par la fonte des neiges montagneuses. Les cultures produisent principalement des fruits, céréales, coton, et tabac, tandis que l’élevage ovin est surtout le fait des tribus Baharlues, d’origine Qizilbash.  

## La ville
Darab est située dans la vallée fertile de la Rudbar, du nom de la rivière qui y coule, à l’altitude de 1131 mètres. Sa population était de 60 718 habitants en 2000. Elle se distingue également par une économie principalement agricole, dominée par la production d’agrumes et de dattes, et artisanale par la production de tapis. Parmi les monuments notables de Darab, on note la mosquée du vendredi, datant du XVIIe siècle, dont l’architecture est inhabituelle en Iran : elle comporte en effet 4 tours angulaires, et une salle de prière bordée par 4 portiques ouverts.

## Les monuments de la ville
Les ruines de la cité ancienne de Darabgerd se trouvent à 8km au Sud-Ouest de la ville. La fondation de la cité remonte à l’époque achéménide. Darab revêt une importance certaine sous les Sassanides, puisqu’elle est le site de la première victoire d’Ardachîr contre ses suzerains Parthes, marquant le début d’une campagne militaire qui aboutit à la fondation du 2eempire perse. Bien que le plan originel de la ville était triangulaire, Darabgerd était ceinte de défenses consistant en un large et épais mur de fortification circulaire de 1,9 km de diamètre, suivant un plan inspiré par les Parthes. Ce type d’organisation urbaine était commun à l’époque sassanide comme en témoignent également les ruines de la ville de Gur, à Firuzabad. Darabgerd en diffère néanmoins par l’absence d’axes radiants et perpendiculaires. 4 portes permettaient l’accès à la citadelle au centre. Les ruines d’arches de pierres sont observées à la porte Nord, ainsi que les restes d’un aqueduc alimentant la ville. La ville reste habitée occupée jusqu’à l’ère islamique, puis est finalement désertée au XIIe siècle.
Les monuments des environs sont nombreux :
- Plusieurs ruines témoignent des forteresses qui défendaient les accès à la plaine
- On note également les restes de temples du feu de type Chahar taq tel que le Gulabi.
- La Masjed-e Sangi (ou mosquée de pierre, aussi appelée Qasr-e Dokhtar) est une ancienne mosquée rupestre, taillée à même le roc. Elle suit un plan cruciforme, ce qui évoque une origine première chrétienne, possiblement un type d’église nestorienne.
- Des habitations datant du Néolithique.

## Les reliefs rupestres
Les environs de Darab abritent également 3 reliefs rupestres sassanides, dont le premier est découvert en 1811 par William Ouseley. Un autre relief est découvert plus récemment par Louis Vanden Berghe, puis un troisième, apparu à l’occasion de l’assèchement par pompage d’un plan d’eau sous les précédents.
Un premier relief est attribué à Shapur Ier et consiste en une scène commémorant les victoires du roi contre les Romains. Elle suit une iconographie et une organisation commune aux autres scènes de triomphe de Shapur, sculptées à Naqsh-e Rostam VI, et Bishapour I, II, et III. Ce type de représentation ne revêt pas de caractère proprement historique, s’affranchissant de la réalité temporelle des trois victoires acquises en plusieurs années. Les empereurs vaincus à différentes batailles y sont ainsi tous représentés en même temps. Shapur est suivant les canons du genre, représenté à cheval, dans une position majestueuse et dominante propre à souligner sa royauté. Il est coiffé du Korymbos traditionnelle mais ne porte pas sa couronne typique, mais une coiffe rappelant celle d’Ardashir, son père. Certains y voient une marque d’hommage au fondateur de l’empire évoquant sa victoire à Darabgerd, et posant Shapur en successeur légitime.  Le roi pose la main gauche sur le front de Philippe l’Arabe qui lui fait face tête baissée et main levée dans un signe d’allégeance, tandis qu’au premier plan, Valérien est représenté implorant. Le corps de Gordien III, tué au cours d’une bataille, est foulé par les sabots du cheval royal. À l’arrière du roi, sur la gauche du panneau, 18 soldats perses assistent à la scène, représentés sur 4 plans en perspective. Chacun est armé de poignard ou d’épée. L’épée du roi n’est pas visible, car portée à gauche, le monarque étant représenté sur son côté droit. À la droite de la scène, faisant le pendant des soldats perses, 30 légionnaires romains assistent à la soumission de leurs chefs, accompagnés d’un dignitaire perse amène un butin sous la forme de 2 chevaux et un chariot. L’attitude des personnages, leur disposition, et leur expression contribuent à lui donner un rendu dramatique, et en limitent le côté martial.  A l’instar d’autres reliefs sassanides de Fars, le panneau est entouré d’un cadre dont les proportions sont proches d’un rectangle idéal. Le roi est au centre exact du relief, la présence de 2 groupes opposés de personnages perse et romain lui confère une organisation symétrique, accentuée par une composition suivant des lignes et angles symétriques. 
Un deuxième relief représentant un buste féminin est également visible sous le relief de Shapur. Il est admis qu’il s’agisse d’une représentation de la déesse Anahita, mais certains y voient une image de l’épouse de Narseh. 
Un troisième relief fortement dégradé montre un combat royal contre un lion bondissant, tué d’un coup de poignard au ventre par le souverain. Aucune marque spécifique ni inscription ne permettent de dater d’un règne précis ces reliefs.
La proximité avec le relief de Shapur pourrait lui attribuer ces deux autres images, mais les représentations d’Anahita sont peu fréquentes à son époque, le culte de la déesse ayant connu une extension postérieure. La déesse est ainsi représentée sur un relief de Narseh à Naqsh-e Rostam. Une scène de combat royal contre un lion est également visible à Sar Mashhad, attribuée à Bahram II.

## Sources
- (en) Werner Felix Dutz & Sylvia S. Matheson, From Pasargadae to Darab (Archeological sites in Fars II). Farhangsara (Yassavoli publications), Téhéran, 1997.101pp  (ISBN 964-306-050-0)
- (en) Massoud Kheirabadi, Dietrich Huff, Georgina Herrmann, « Dārāb », dans Encyclopædia Iranica (lire en ligne)
- (en) Emma Thompson, Composition and Continuity in Sasanian Rock Reliefs, Iranica Antiqua 2008 ; XLIII : 299-358.
- (en) Index mundi